# 오모리 가쓰히사
오모리 가쓰히사(일본어: 大森 勝久: 1949년 9월 7일 - )는 일본의 테러리스트다. 홋카이도청 폭파사건의 범인으로서 사형 판결이 확정된 사형수다. 일본의 건국까지 거슬러 올라가 일본인은 천성이 침략민족이라고 주장하며 그 민족정체성을 전면부정하는 반일망국론을 처음 정립한 인물로 유명하다. 현재는 보수사상(자기 표현으로는 “진정자유주의”)으로 전향했으며, 폭탄테러 혐의에 대해서 누명을 주장하고 있다. 국제사면위원회에서 누명일 가능성이 가장 높은 사형수 7인 중 한 명으로 지정되어 있다.

## 내력
1949년 9월 7일, 기후현 타지미시에서 태어났다. 소학교 시절 야구선수를 목표로 했지만, 중학교 진학 이후 시력이 떨어져서 공을 식별할 수 없게 되면서 꿈을 접고 면학에 힘쓰게 되었다. 오모리의 부모는 당시 일반 가정이 으레 그러하듯 황실에 대한 소박한 존경심만 있을 뿐, 정치나 사상에 대해서는 무관심했다.  소년 오모리도 그런 부모의 영향을 받아 고등학교 시절까지 정치에 무관심했다. 기후대학 교육학부 수학과에 입학하고 1년 정도 지나서 당시의 사회세태(대학분쟁)의 영향을 받아 좌익사상에 눈을 떴다. 오모리는 논섹트 래디컬 입장에서 검은 하이바를 쓰고 데모에 참여했다.
대학 4학년 때 오오타 류의 『변경최심부를 향해 퇴각하라!』를 읽고 오오타가 주창한 궁민혁명론에 감화되었다. 그리고 오오타의 사상에 따라 “변경최심부를 향해 퇴각”하기 위해 기후현 중학교 교원으로 채용되었음에도 불구하고 사퇴하고 노가다일꾼(土方仕事)이 되었다. 이후 미노카모시에서 노가다 일을 하면서 신좌파 운동을 하던 동년배의 가토 사부로를 만나 의기투합, 이후 3개월간 동거했다. 그 뒤 자기의식의 변혁을 위해 나고야시의 일용직 쪽방촌인 사사지마정으로 향했고, 이어서 오사카시의 대표 슬럼인 카마가사키 아이린지구로 향했다. 오모리는 아이린지구에서 당시 결성된 지 얼마 안 되었던 카마가사키 공투회의를 알게 되고, 일용직 노동자들의 귀기어린 투쟁에 압도되었다. 그리고 단신으로 홋카이도로 건너가 아이누 민족의 상황을 파악했다.
이후 오모리는 기후현으로 귀향하여, 활동자금 마련을 위해 여러 직장에서 일했다. 1974년 6월 충분한 자금이 모이자 홋카이도 도마코마이시로 갔고, 이듬해 1975년 6월 삿포로시로 거처를 옮겼다. 오모리가 삿포로로 이사하기 직전인 1975년 5월 19일에는 동아시아반일무장전선 대원들이 일제검거되었다. 오모리는 한시라도 빨리 폭탄테러를 결행하려고 재료구입 등의 준비를 했다. 그러나 폭탄의 재료가 되는 제초제를 구하려고 했을 때는 이미 겨울이었다. 겨울 홋카이도에서는 제초제를 구할 수 없었다. 그러던 중 1976년 3월 2일 홋카이도청 폭파사건이 발발했는데, 오모리는 자신이 이때까지도 제초제를 구하지 못했기에 범인이 아니라고 주장했다.
1976년 7월 2일, 가토가 제초제 등을 소지하고 있던 것이 경찰에 발각되어 폭발물취체벌칙 위반으로 지명수배되었다. 이 때 가토의 인맥을 조사하는 과정에서 오모리의 이름이 부상, 1976년 7월 10일 폭발물취체벌칙 3조 위반 혐의로 체포되었고, 9월 1일 홋카이도청 폭파사건 실행범으로 지목되었다. 1975년 7월 19일 발생한 홋카이도경찰본부 폭파사건 혐의로도 체포되었으나, 도경 폭파사건은 증거불충분으로 불기소되었다.
재판에서 오모리는 일관되게 자신의 무죄를 주장했으나, 폭탄테러 자체는 정당한 일이고 만약 할 수 있었다면 자기가 먼저 실행했을 것이라고 발언했다. 재판 중 일본 각지에서 발생한 일련의 반일망국론 폭탄테러(나중에 친구 가토가 일으킨 것으로 밝혀짐)에 대해서도 지지를 표명했다. 직접 증거는 없었지만, 가택수사 결과 폭탄이나 반일에 관한 자료가 방에 잏었다는 점, 폭탄을 제조하려고 한 정황증거 및 도청 부근에서 목격되었다는 증언을 근거로 하여 1983년 3월 29일 삿포로지방재판소에서 사형을 선고받았다. 오모리는 항소했지만 1988년 1월 21일 삿포로고등재판소에서 항소를 기각했다. 1994년 7월 15일 최고재판소(재판장 오니시 가쓰야)에서 상고를 기각함으로써 사형이 확정되었다.
1997년 옥중에서 자칭 “진정자유주의(真正自由主義)”로 전향을 선언하고, 한때 자신이 주창했던 반일망국론을 “악마 같은 사상”이라고 단언하기에 이르렀다.
2002년 7월 오모리는 삿포로지재에 재심을 청구했으나 2007년 재심청구가 기각되었다. 이에 즉시 항고했으나 2008년 삿포로고재에서도 항고를 기각했다. 즉시 항고했으나 2011년 2월 죄고재에서도 기각되어 재심은 하지 않는 것으로 확정되었다. 2016년 현재 오모리는 사형수로서 삿포로구치지소에 수감되어 있다.